# Siegfried von Vegesack
Siegfried von Vegesack (lettiska: Zigfrīds fon Fēgezaks), född 20 mars 1888 i Valmiera, död 26 januari 1974 i Tyskland, var en balttysk författare och översättare.
von Vegesack var son till Otto Gotthard vov Vegesack av adelsätten von Vegesack och Janet Constance Clementine von Campenhausen född i släkten von Campenhausen. Han studerade historia vid Tartu universitet åren 1907–1912, och i Tyskland 1912–1915. Han uppmärksammades som diktare för poemet Die baltische Tragödie ('Den baltiska tragedin').
von Vegesack gifte sig med svenskfödda Clara Nordström i Stockholm 1915.